# NGC 7117
NGC 7117 é uma galáxia elíptica (E-S0) localizada na direcção da constelação de Grus. Possui uma declinação de -48° 25' 16" e uma ascensão recta de 21 horas, 45 minutos e 47,0 segundos.
A galáxia NGC 7117 foi descoberta em 30 de Setembro de 1834 por John Herschel.